# 江北二橋
江北二橋，又稱新江北橋，位於臺灣新北市汐止區，連接基隆河南北兩岸的一座橋梁，2006年4月7日通車啟用。

## 歷史
- 2011年：2月18日，江北二橋被發現有螺帽被盜，原本筆直的水管已經出現變形，江北里長謝祚敏呼籲市府儘速處理，以免造成橋梁危險，甚至會造成斷裂[2]。
- 2018年：有民意代表發現外觀出現生鏽長青苔的情況[3]。